# 恋のとりこ
『恋のとりこ』（Smitten Kitten、1952年4月12日）は「トムとジェリー」の作品の一つ。日本においては現在パブリックドメインとなっている。

## スタッフ
- 監督 - ウィリアム・ハンナ ジョセフ・バーベラ
- 製作総括 - フレッド・クインビー
- 作画 - ケネス・ミューズ
- 音楽 - スコット・ブラッドリー

## 内容
この日も悪戯されたトムはジェリーを追いかけていた。捕まえて仕返ししようとした矢先、トムの目に飛び込んだのは読書をする雌猫・ケイトの姿が。てんで美女に弱いトムは、まさに「恋のとりこ」になってしまう。
追いかけっこもそっちのけで熱を上げるトムを不愉快そうに見ていたジェリーの前に、悪魔が姿を現す。「またこれだぜ、相棒！アイツがカワイコちゃんに夢中になる度にお前さんに厄介事が起きるんだ！」。
悪魔は、トムが恋をしたことで自分が振り回されてきたことを「海のバカンス」「トムのガールフレンド」「西部の伊達ねずみ」「恋ははかなく」に基づいて語りだす。
すべてを語り終えた悪魔。トムの恋路を邪魔するようジェリーに言い、マッチとダイナマイトと針を渡す。悪魔に唆されるがままトムの恋路を邪魔しに赴くジェリーだが、途中にいた雌ネズミに「恋のとりこ」となってしまう。
あっさり女に心を奪われたジェリーを見て「裏切りやがった！カワイコちゃんのせいで作戦も俺の人生もメチャクチャだ！女が何だって言うんだ！…」と愚痴を吐いていた悪魔ジェリー。しかし彼もまた、途中にいた雌の悪魔とすれ違うやいなや「カワイコちゃんの何が悪い？」と開き直りべた惚れするのだった。

## 登場キャラクター
トム
ジェリーに自身の尻尾を切られてしまいジェリーに仕返しを試みるが、途中で雌猫のケイトに一目惚れしてしまう。
ジェリー
トムの尻尾を切断しトムに仕返しされそうになるが、小悪魔ジェリーより「ケイトに一目惚れしたトムの邪魔をする」よう指南されてトムの邪魔をしに行くも、途中で雌ネズミに一目惚れしてしまう。
ケイト
読書をしていたところ、一目惚れされたトムに猛アタックされた。
悪魔ジェリー
トムがトゥードゥルに恋をしたことで自身が酷い目に遭ったことをジェリーに語り、マッチ・爆弾・針を彼に渡して「トムの恋を邪魔する」よう指南した。だが最後は雌の小悪魔ネズミに一目ぼれしてしまう。
雌ネズミ
最後の場面で登場し、ジェリーに一目惚れされる。
雌の小悪魔
女の存在を非難していた悪魔ジェリーの前に現れ、あっさり一目惚れさせる。